# Garden Grove (Iowa)
Garden Grove és una població dels Estats Units a l'estat d'Iowa. Segons el cens del 2000 tenia 250 habitants.

## Demografia
Segons el cens del 2000, Garden Grove tenia 250 habitants, 96 habitatges, i 64 famílies. La densitat de població era de 137,9 habitants/km².
Dels 96 habitatges en un 31,3% hi vivien nens de menys de 18 anys, en un 56,3% hi vivien parelles casades, en un 9,4% dones solteres, i en un 32,3% no eren unitats familiars. En el 28,1% dels habitatges hi vivien persones soles l'11,5% de les quals corresponia a persones de 65 anys o més que vivien soles. El nombre mitjà de persones vivint en cada habitatge era de 2,6 i el nombre mitjà de persones que vivien en cada família era de 3,26.
Per edats la població es repartia de la següent manera: un 29,2% tenia menys de 18 anys, un 8,8% entre 18 i 24, un 26% entre 25 i 44, un 21,6% de 45 a 60 i un 14,4% 65 anys o més.
L'edat mediana era de 36 anys. Per cada 100 dones de 18 o més anys hi havia 92,4 homes.
La renda mediana per habitatge era de 19.844 $ i la renda mediana per família de 29.464 $. Els homes tenien una renda mediana de 21.875 $ mentre que les dones 18.125 $. La renda per capita de la població era de 10.301 $. Entorn del 28,3% de les famílies i el 35,5% de la població estaven per davall del llindar de pobresa.

## Poblacions més properes
El següent diagrama mostra les poblacions més properes.